# Gonzalo Lauler
Gonzalo Rene Lauler Godoy (Osorno, Chile, 14 de enero de 1989) es un futbolista chileno. Juega de defensa, y actualmente milita en Provincial Osorno de la Segunda División de Chile.
Es medio hermano del baloncestista chileno Carlos Lauler.

## Clubes
| Club                      | País  | Año       |
| ------------------------- | ----- | --------- |
| Provincial Osorno         | Chile | 2007-2010 |
| Audax Italiano            | Chile | 2011      |
| Deportes Temuco           | Chile | 2012      |
| Barnechea                 | Chile | 2013-2016 |
| Deportes Melipilla        | Chile | 2016-2021 |
| Universidad de Concepción | Chile | 2022-2023 |
| Deportes Santa Cruz       | Chile | 2024      |
| Provincial Osorno         | Chile | 2025-Act. |

## Palmarés

### Campeonatos nacionales
| Título             | Club              | País  | Año  |
| ------------------ | ----------------- | ----- | ---- |
| Primera B de Chile | Provincial Osorno | Chile | 2007 |